# Jugo gástrico
El jugo gástrico es una secreción líquida de la mucosa gástrica, que contiene una mezcla heterogénea de líquido claro y moco transparente con grumos. Proviene de secreciones de varias células epiteliales especializadas, tanto superficiales como de las glándulas gástricas. Su composición química consiste en agua, ácido clorhídrico, trazas de cloruro de potasio, cloruro de sodio, bicarbonato y enzimas. Mediante la acción del jugo gástrico, el bolo alimenticio pasa a formar una sustancia pastosa denominada quimo que pasa al duodeno.

## Composición química principal
El «jugo gástrico» más correctamente la secreción gástrica, es una mezcla de las secreciones de varios tipos de células epiteliales especializadas dentro del estómago.
En estado basal (ayuno), el jugo gástrico es básicamente una solución de NaCl con pequeñas cantidades de H+ y K+. Con la ingestión de alimentos la concentración de H+ aumenta considerablemente y disminuye la de Na+ en proporciones equivalentes y se llegan a producir hasta 2 litros de HCI por día, con un pH tan bajo como 1. La concentración de H+ es 3 millones de veces más bajo que en sangre, y la secreción de cloruro se hace tanto contra el gradiente de concentración como el gradiente eléctrico. Así la capacidad de las células parietales para secretar ácido dependen del transporte activo.
La secreción gástrica es la fase más relevante de la digestión pues al entrar el alimento en contacto con un pH bajo y con las enzimas líticas, este lo disocia en fibras de colágeno y desnaturaliza (proteólisis) las proteínas presentes. Constituyendo la fase química de la digestión a la par que se realiza la acción mecánica por las contracciones del estómago.

### Mucus yHCO3-
El moco es un gel viscoso y resbaladizo que recubre las superficies mucosas del tracto gastrointestinal. Sus características se deben a glicoproteínas que forman geles denominados mucinas. Las mucinas son el producto orgánico principal secretado por las células de la superficie epitelial. Los monómeros de la mucina son glicoproteínas con una masa molecular de aproximadamente 50 kDa; altamente glicosidados con solo alrededor de un 15%-20% de su masa constituida por el núcleo de proteína. Unos 100-200 oligosacáridos están unidos a lo largo del núcleo de proteína vía grupos hidroxilo (glicosidación de enlace-O) a residuos de serina y treonina.
Además del moco turbio visible, las células superficiales secretan un fluido rico en NaHCO3, el cual actúa como un medio de protección al bajo pH y las condiciones pépticas del lumen gástrico.

### Pepsinas
La principal enzima del jugo gástrico es la pepsina, si bien existen otras enzimas importantes para funciones específicas, pero en cantidades mucho menores, tales como la lipasa gástrica, que es la más efectiva contra los triglicéridos con ácidos grasos de cadena corta y gelatinosa, todas derivadas de las células principales o células zimógenas.
La pepsina gástrica es en realidad un conjunto heterogéneo de proteína responsables de la actividad proteolítica del jugo gástrico. Estas son secretadas en forma de precursores zimógenos inactivos llamados pepsigénos, el pepsigéno I (PGI) y el pepsigéno II (PGII), ambas variantes moleculares que se diferencian en carga neta y/o peso molecular (isozimas).
La actividad catalítica de la pepsina es la de una endoproteasa, que rompe preferentemente los enlaces peptídicos que involucran aminoácidos aromáticos (p.ej. phe, try, tyr) y un aminoácido adyacente, generando productos de digestión fragmentados de muy diversos tamaños.

### Ácido clorhídrico
El ácido clorhídrico representa el componente exclusivamente químico y corrosivo contenido en el jugo gástrico. 
La acidez y la composición iónica del producto final de secreción gástrica no es constante, y varía con la velocidad de secreción. En un estómago adulto promedio se secretan 1.5 litros de jugo gástrico al día, pero solamente una fracción de ese volumen corresponde al ácido gástrico. Habitualmente no provoca daño a la mucosa, siempre que no se le agregue una ingesta con grandes dosis de ácidos externos.

En el estómago en reposo y en ayunas, la secreción ácida basal tiene un patrón diurno y su proporción varía ampliamente entre personas normales.
El pH gástrico normal se encuentra entre 1.2-2.0. La secreción ácida basal es de 1 meq/h en sujetos normales y de 2-4 mEq/h en pacientes ulcerosos.

### Factor intrínseco
Es una glicoproteína de 55000 Da, secretada en los humanos por las células parietales junto con el HCl. Este factor se une a la vitamina B12 formando un complejo que es resistente a la digestión y se une a los receptores en el íleon para promover la absorción de la vitamina B12.

## Fisiología de su formación
A continuación se listan los componentes del jugo gástrico, su origen y su función de manera resumida.

### Componentes inórgánicos
1. Agua: componente principal de la solución.
2. Ácido clorhídrico (HCl): segregado por las células parietales u oxínticas. Realiza la función de desnaturalización de las proteínas, actúa como medio esterilizador de bacterias. Activa el pepsinogeno para volverlo pepsina y cumpla su función lítica.
3. Ion bicarbonato (HCO3-) y moco: se forman en las células epiteliales, cumplen una función de protección contra la disminución del pH y la pepsina respectivamente.
4. Cloruro de sodio y cloruro de potasio: reguladores de la bomba de protones.

### Componentes orgánicos
1. Factor intrínseco: se forma al igual que el HCl en las células parietales, forma un complejo con la vitamina B12 que impide que esta sea digerida, transportándola al íleon donde es absorbida.
2. Pepsinógeno: se forma en las células principales o células zimogénicas. Es la enzima primordial en la proteólisis.
3. Factores trefoil: se forman en las células epiteliales, cumplen una función protectora.
4. Histamina: se genera en las células enterocromafín de regulación en la secreción ácida
5. Gastrina: se forma en las células G. Regula la secreción de ácido.
6. Somatostatina: se forma en las células D y regula también la secreción ácida.
7. Rennina o Quimosina: es una enzima que solo se encuentra en los bebes, hasta que inicia la generación de jugo gástrico.[5]

## Control de la secreción gástrica y motilidad
El movimiento y el flujo de químicos en el estómago son controlados por el sistema nervioso autónomo y por varias hormonas del sistema digestivo:
| Gastrina                   | La hormona gastrina genera un incremento en la secreción de HCl a partir de las células parietales, y pepsinógeno de las células principales del estómago. La gastrina es liberada por las células-G en el estómago en respuesta a la distensión del antrum, y productos digestivos (especialmente grandes cantidades de proteínas no totalmente digeridas). Es inhibida por un pH normalmente menor a 4 (altamente ácido), así como por la hormona somatostatina. |
| Colecistoquinina           | La Colecistoquinina tiene más efecto en la vesícula; causa contracciones en la misma, pero también disminuye el vaciado gástrico y aumenta la liberación de jugo pancreático, que es alcalino y neutraliza el quimo. |
| Secretina                  | De una manera diferente y extraña, la "secretina", producida en el intestino delgado tiene mayor efecto sobre el páncreas, pero disminuye también la secreción de ácido en el estómago. |
| Péptido inhibidor gástrico | El Péptido inhibidor gástrico (Gastric inhibitory peptide, GIP) disminuye tanto la liberación de ácido como la motilidad. |
| Enteroglucagón             | El enteroglucagón disminuye tanto la liberación de ácido como la motilidad gástrica. |

La regulación de la secreción de jugo gástrico en el organismo humano pasa por tres etapas:
- La fase cefálica, en la cual al ver, oler o probar un alimento se genera un 40% del volumen máximo de jugo gástrico.
- La fase gástrica, que sucede cuando el alimento ha llegado al estómago y provoca la mayor generación de secreción ácida de las tres fases.
- La última fase es la fase intestinal, donde el quimo llega al duodeno, que realiza dos secuencias más una de estimulación del ácido gástrico y una segunda en la que se inhibe la misma. En el duodeno, el ácido gástrico es neutralizado mediante bicarbonato de sodio. Esto también bloquea las enzimas gástricas (pepsinas) que tienen su acción óptima en un rango bajo de pH.

La secreción de bicarbonato de sodio del páncreas es estimulado por la secretina. Esta hormona polipeptídica se activa y secreta de las llamadas células S en la mucosa del duodeno y yeyuno cuando el pH en el duodeno cae entre las 4. 5 y 5. 0 unidades.